# داغ‌پینار (دیگور)
داغ‌پینار (به ترکی استانبولی: Dağpınar، به کردی: Pazarcix، به ارمنی: Բազարջիկ) یک منطقهٔ مسکونی در ترکیه است که در دیگور (قارص) واقع شده‌است. داغ‌پینار ۳٬۲۸۵ نفر جمعیت دارد و ۲٬۱۰۰ متر بالاتر از سطح دریا واقع شده‌است.